# Arphia
Arphia es un género de saltamontes de la subfamilia Oedipodinae, familia Acrididae.

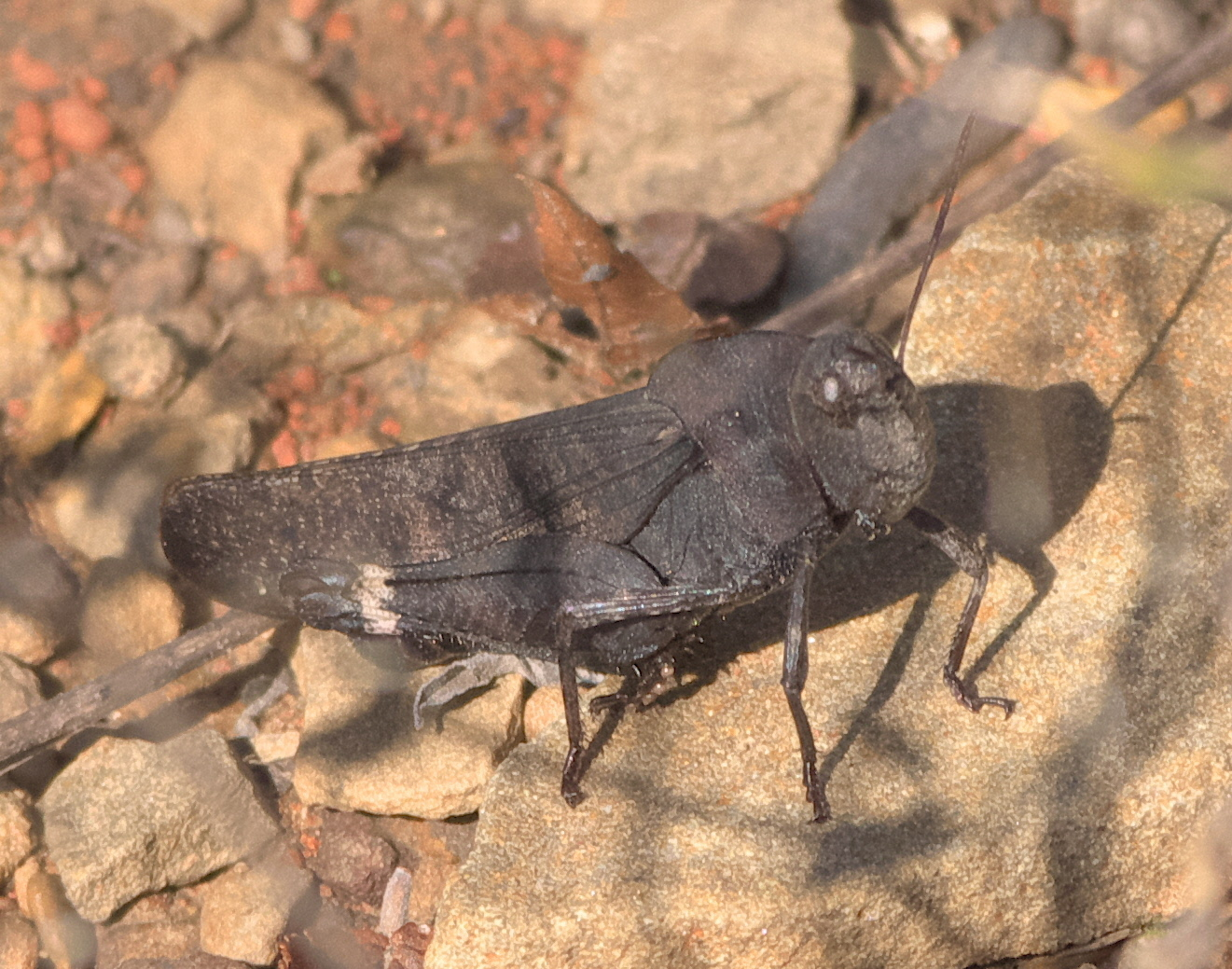
Arphia xanthoptera

## Especies
Existen 11 especies descritas pertenecientes al género Arphia:
- Arphia behrensi Saussure, 1884
- Arphia conspersa Scudder, 1875
- Arphia fallax Saussure, 1884
- Arphia granulata Saussure, 1884
- Arphia nietana (Saussure, 1861)
- Arphia novissima Otte, 1984
- Arphia pecos Otte, 1984
- Arphia pseudonietana (Thomas, 1870)
- Arphia pulchripennis Bruner, 1905
- Arphia ramona Rehn, 1902
- Arphia robertsi Otte, 1984
- Arphia saussureana Bruner, 1889
- Arphia secreta Otte, 1984
- Arphia simplex Scudder, 1875
- Arphia sulphurea (Fabricius, 1781)
- Arphia townsendi Bruner, 1905
- Arphia xanthoptera (Burmeister, 1838)